# Список послов «Сочи 2014»
Программа послов «Сочи 2014» — один из самых ярких проектов организаторов первых в истории России Олимпийских и Паралимпийских зимних Игр. Послы — известные спортсмены, деятели культуры и искусства, шоу-бизнеса, — являются лицами Олимпиады и активно участвуют в продвижении олимпийских и паралимпийских ценностей, а также здорового образа жизни по всей стране. По состоянию на 16 января 2013 года команда послов «Сочи 2014» насчитывала 37 участников, считая команды одним участником.

## Список

### Команды
- Государственный академический Кубанский казачий хор
- «Домисолька» — детский музыкальный театр
- Женская сборная России по кёрлингу
- Сборная России по хоккею

### Спортсмены
- Илья Авербух — серебряный призёр Олимпийских игр по фигурному катанию в Солт-Лейк-Сити 2002 года, чемпион мира 2002 года и чемпион Европы 2003 года по фигурному катанию, а также многократный чемпион России[1]
- Анастасия Давыдова — пятикратная олимпийская чемпионка по синхронному плаванию[2]
- Татьяна Навка — олимпийская чемпионка 2006 года в танцах на льду
- Ирина Слуцкая — заслуженный мастер спорта по фигурному катанию
- Иван Скобрев — чемпион России и мира в классическом многоборье, серебряный и бронзовый призёр Олимпийских игр в Ванкувере
- Олеся Владыкина — чемпионка Паралимпийских игр 2008 года в Пекине в плавании на 100 м брассом
- Ирек Зарипов — четырёхкратный чемпион Паралимпийских игр 2010
- Никита Крюков — олимпийский чемпион Игр в Ванкувере
- Евгений Плющенко — заслуженный мастер спорта России, олимпийский чемпион 2006 года, серебряный призёр «Ванкувер 2010»
- Альберт Демченко — заслуженный мастер спорта по санному спорту
- Ольга Завьялова — российская лыжница, двукратная чемпионка мира
- Сергей Шилов — шестикратный чемпион Паралимпийских игр
- Сергей Фёдоров — российский хоккеист. Трёхкратный чемпион мира, серебряный и бронзовый призёр Олимпийских игр
- Алексей Воевода — призёр Олимпийских игр в Турине и Ванкувере
- Светлана Хоркина — российская гимнастка, двукратная Олимпийская чемпионка в упражнениях на брусьях
- Александр Овечкин — российский хоккеист. Чемпион мира, чемпион России в составе московского «Динамо»
- Оксана Домнина и Максим Шабалин — российские фигуристы, чемпионы Европы
- Александр Зубков — российский бобслеист, серебряный призёр Олимпийских игр 2006 в Турине
- Владимир Лебедев — заслуженный мастер спорта России, бронзовый призёр по фристайлу на Олимпиаде в Турине
- Екатерина Илюхина — российская сноубордистка, серебряный призёр Зимних Олимпийских игр 2010 года в Ванкувере в параллельном гигантском слаломе
- Лидия Скобликова — олимпийская чемпионка
- Светлана Журова — олимпийская чемпионка

### Деятели культуры, искусства и шоу-бизнеса
- Юрий Вяземский — русский писатель, философ, телеведущий, видный общественный деятель, публицист
- Иосиф Кобзон — советский и российский эстрадный певец
- Андрей Макаревич — народный артист Российской Федерации, вокалист рок-группы «Машина Времени», теле- и радиоведущий
- Валерий Сюткин — заслуженный артист России
- Игорь Бутман — всемирно известный российский джазовый музыкант
- Фёдор Бондарчук — кинорежиссёр, продюсер, актёр
- Диана Гурцкая — певица
- Дима Билан — российский певец
- Валерий Гергиев — главный дирижёр Государственного академического Мариинского театра
- Юрий Башмет — всемирно известный дирижёр, музыкант

### Другие
- Наталья Водянова — топ-модель
- Казбек Хамицаев — альпинист, руководитель проекта «Россия на вершинах мира»; дважды покорил высочайшую вершину планеты — Эверест, трижды — высочайшую вершину Европы Эльбрус; председатель федерации альпинизма в РСО-Алании.

## Галерея

Послы «Сочи 2014»
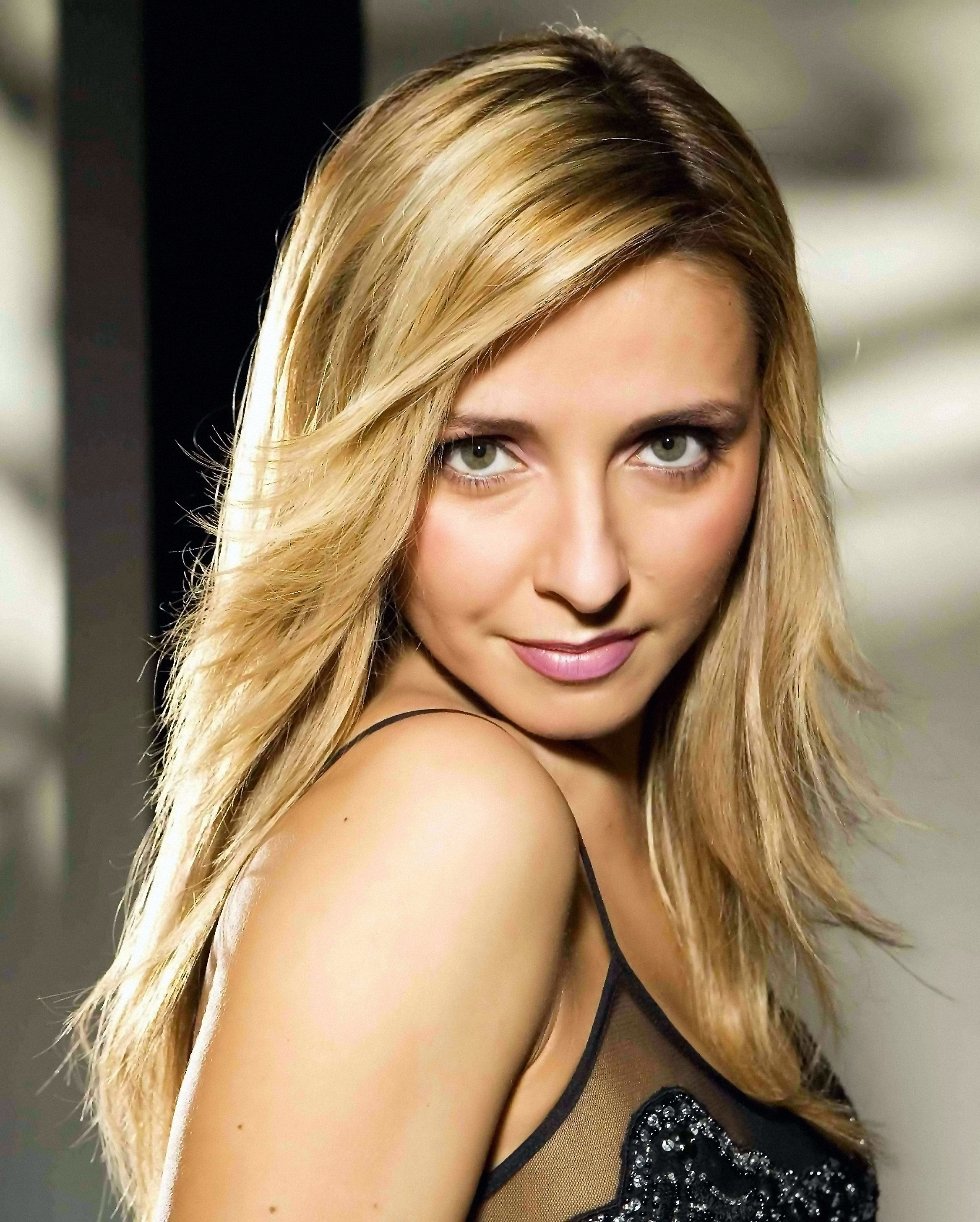
Татьяна Навка
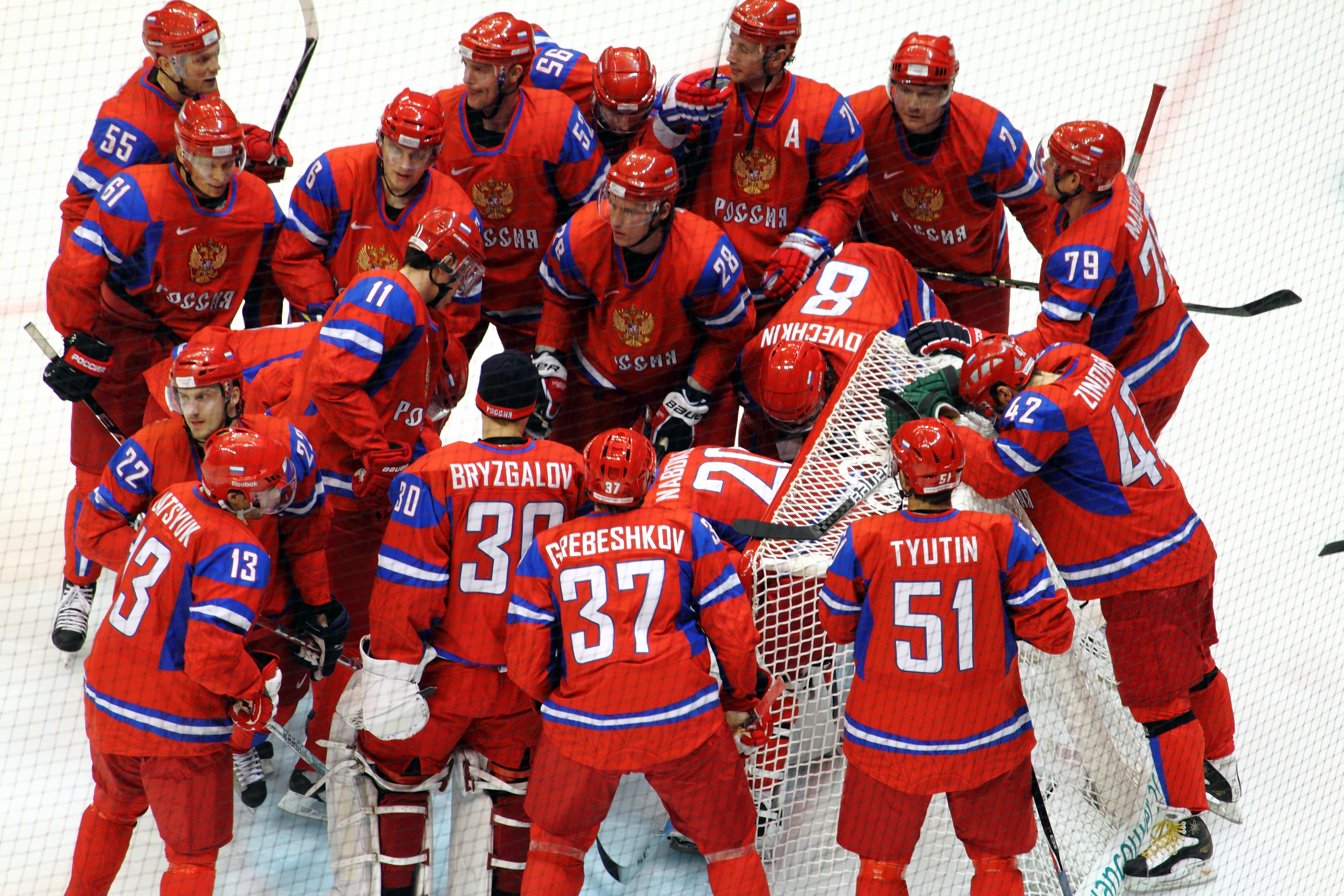
Сборная России по хоккею
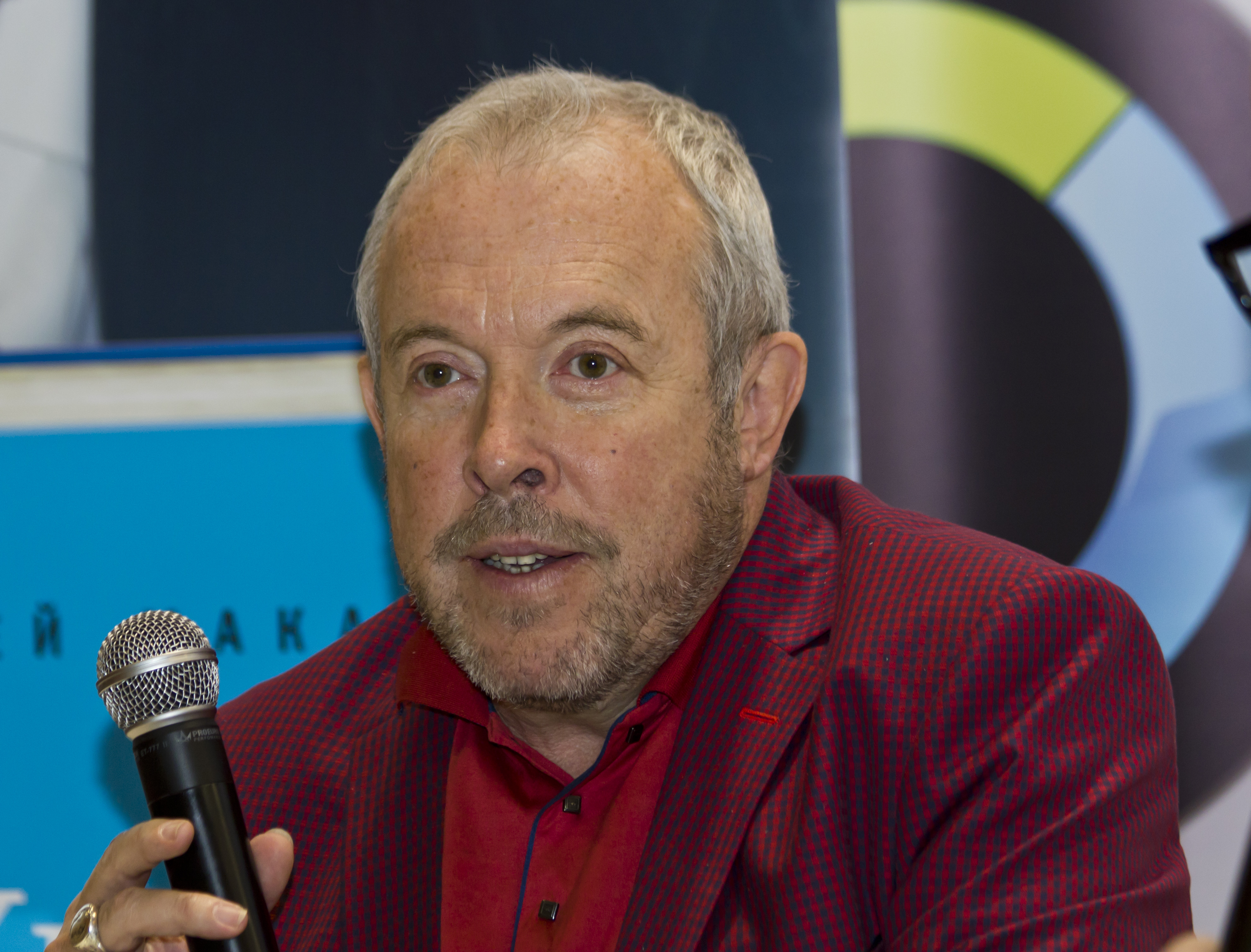
Андрей Макаревич
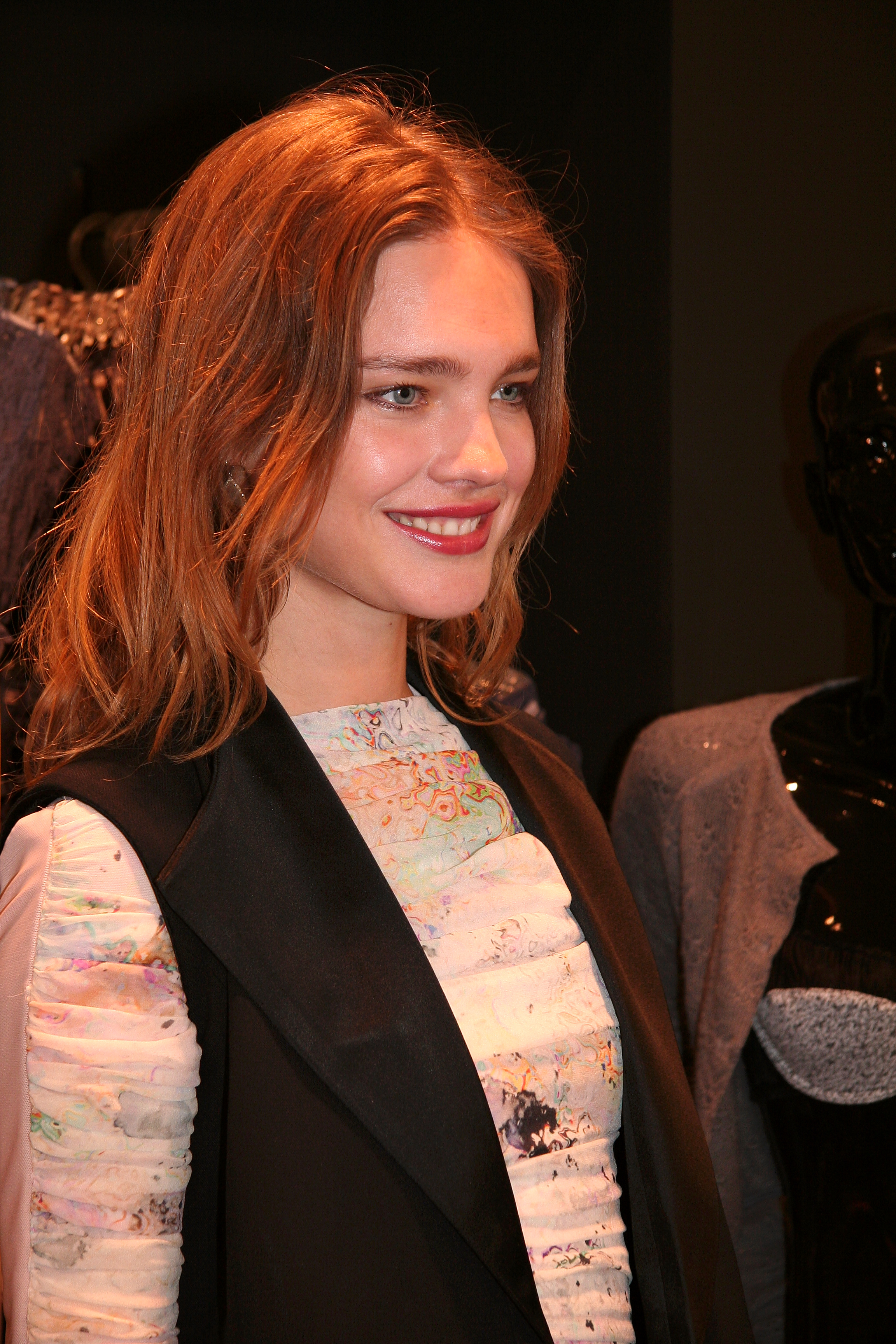
Наталья Водянова
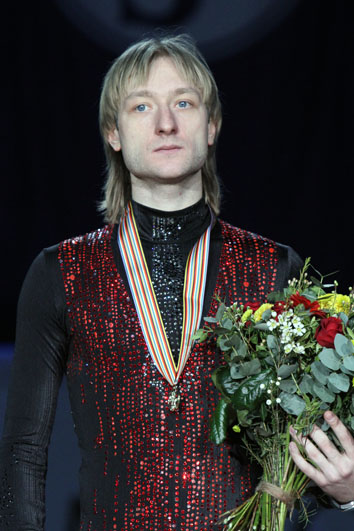
Евгений Плющенко
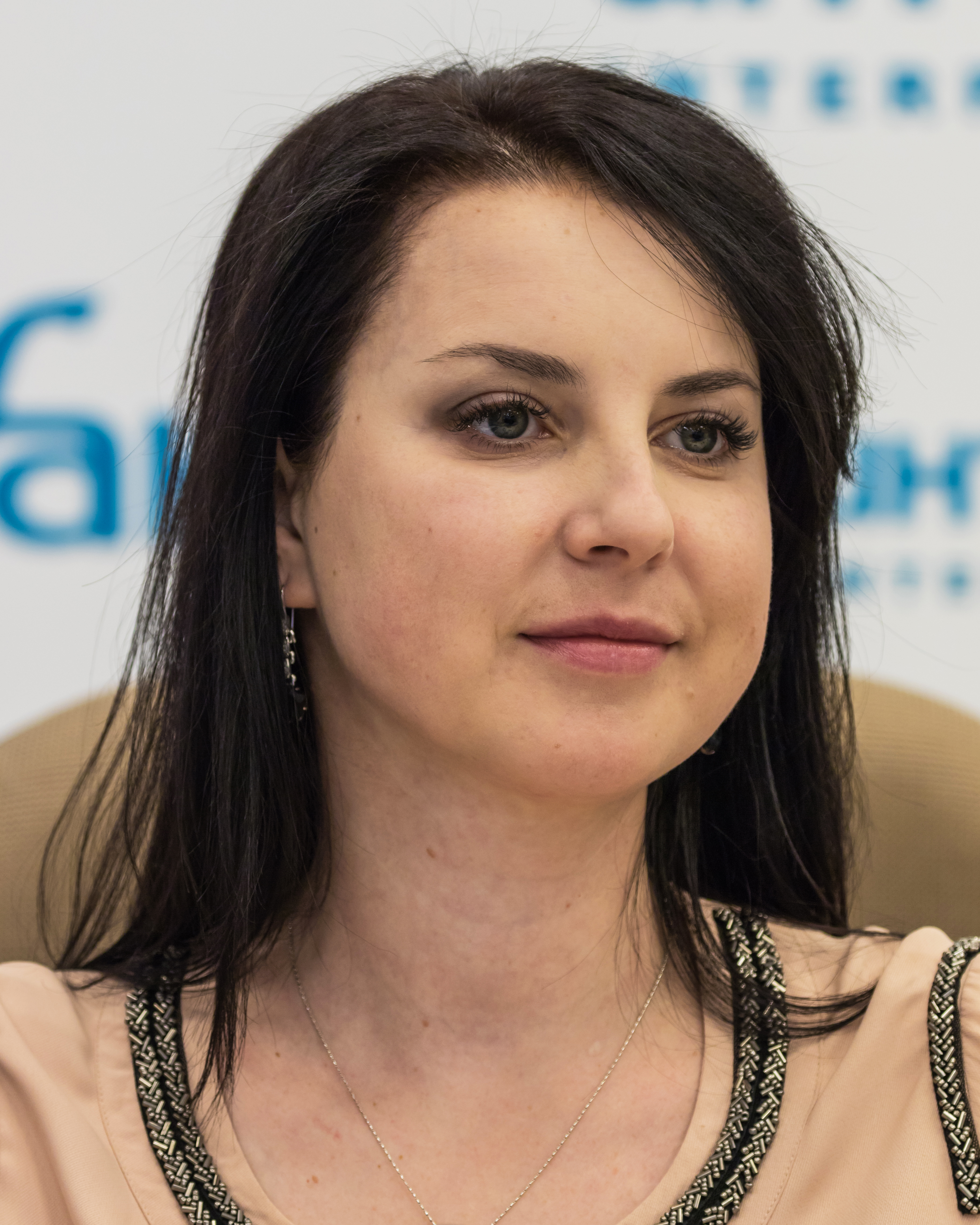
Ирина Слуцкая
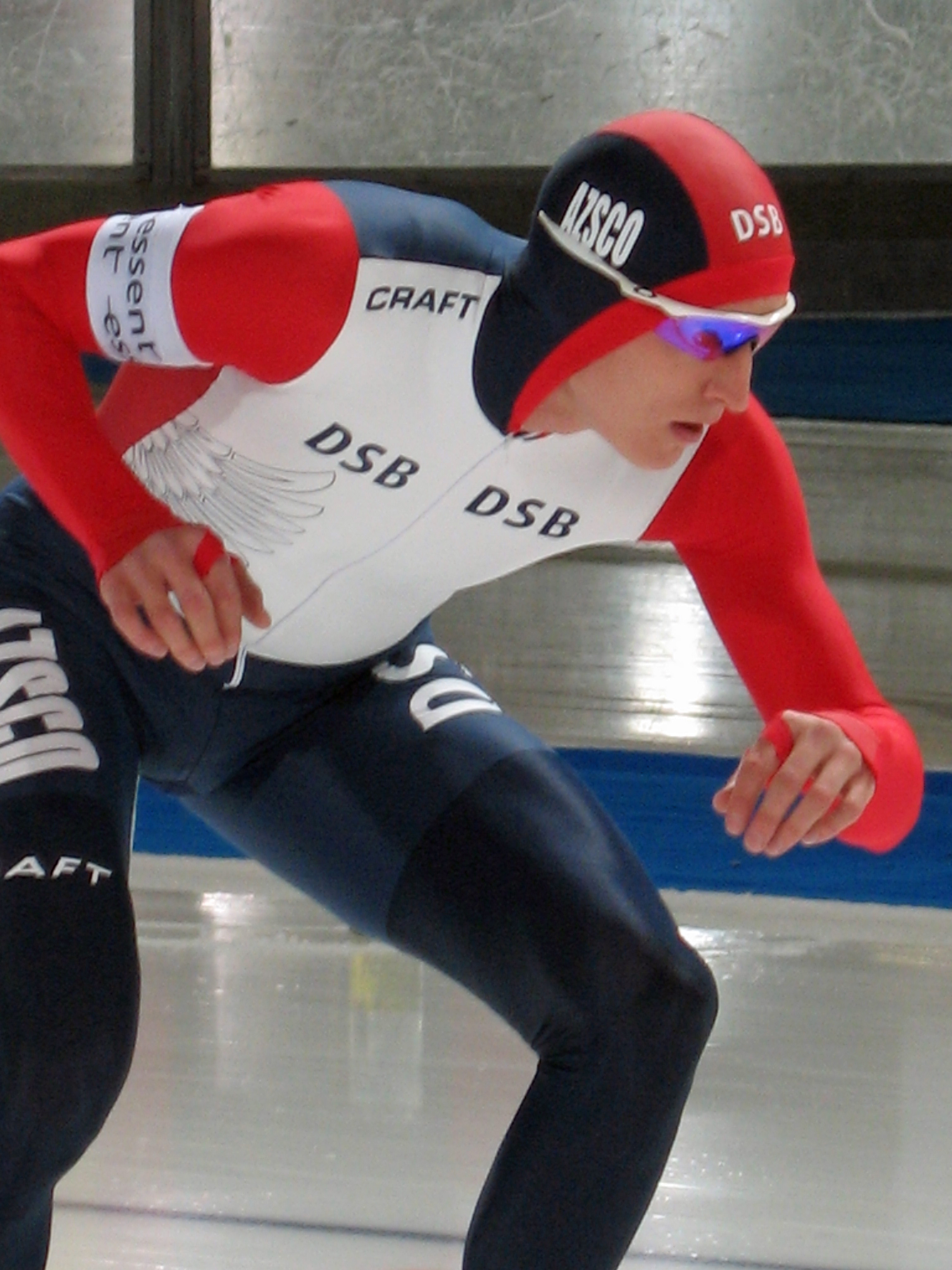
Иван Скобрев
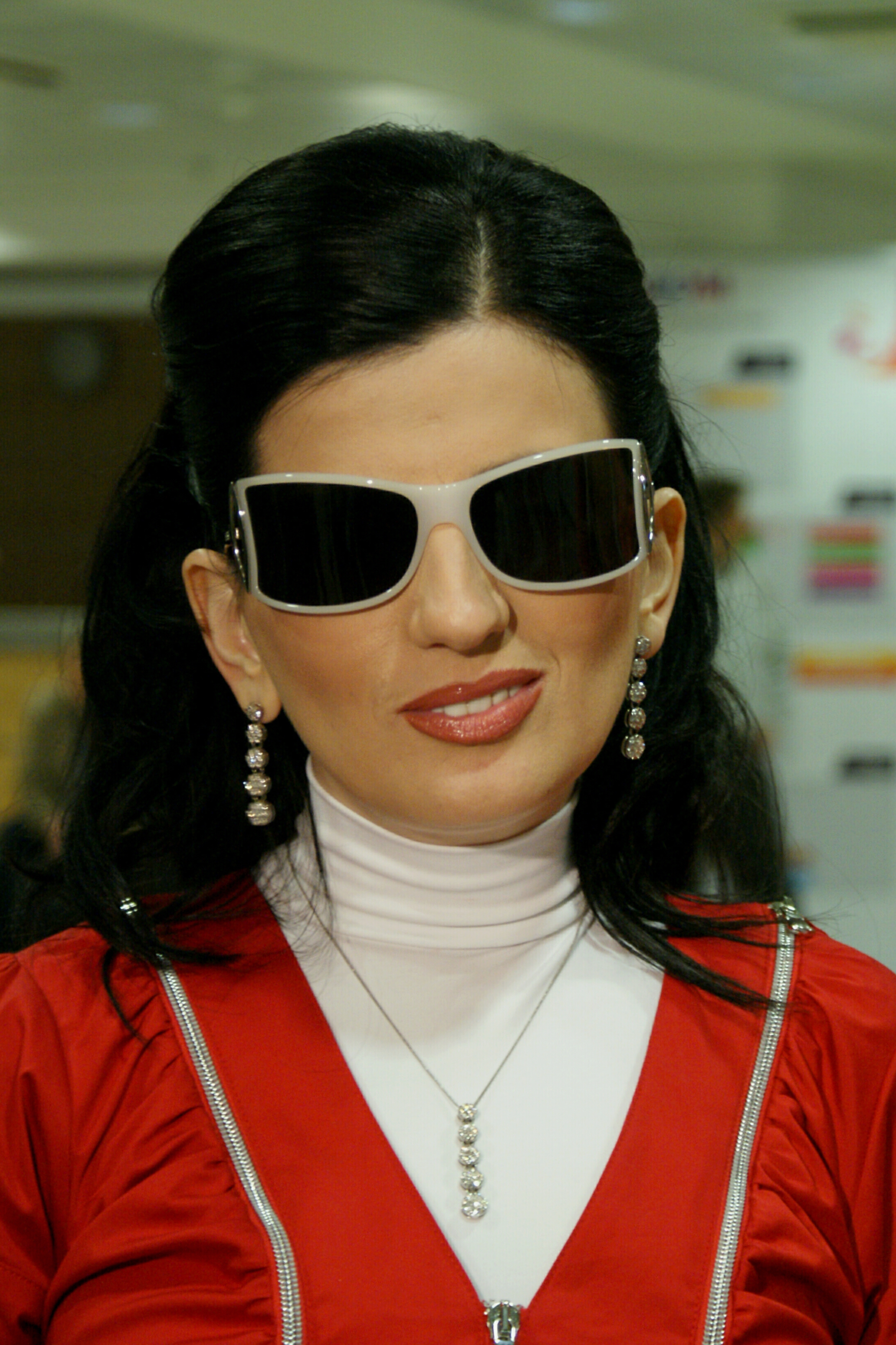
Диана Гурцкая
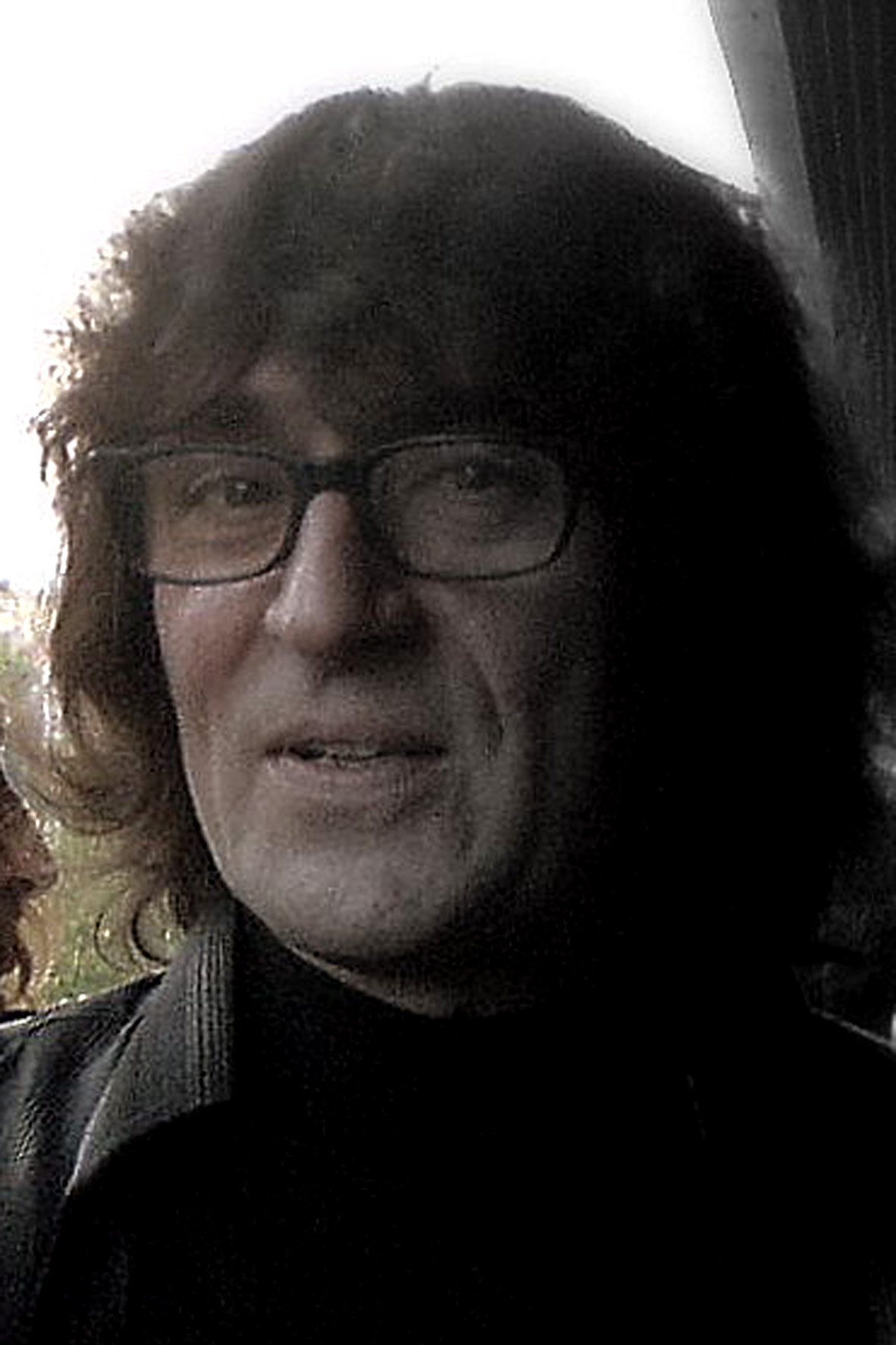
Юрий Башмет